# 韩忠 (辽东)
韓忠（？—？），东汉末期人物，公孫康属下。
公孫康命他赐予烏桓首领蘇僕延峭王单于印綬，到达遼西郡柳城，偶然遭遇曹操派遣的使者牽招。峭王问牽招，袁绍、曹操、公孫康都任命自己为单于，谁是正式的。牵招说，袁绍承制，曹公奉天子命，辽东是下属之郡，怎么能擅称授拜职位。韩忠说“我辽东在沧海之东，拥兵百万，又有扶馀、濊貊之用；当今之势，强者为尊，怎么只有曹操可以授拜职位？”牵招怒斥韓忠，想要斬殺韓忠。峭王惊恐，光着脚抱住牵招，请求饶了韩忠，牵招回到座位上失色。後来公孫康斬杀逃亡的袁熙、袁尚归降曹操。之後史書没有记载韩忠的事。